# Airworld
Airworld war eine britische Charterfluggesellschaft mit Sitz in Bromley.

## Geschichte
Die Fluggesellschaft Airworld wurde im Jahr 1994 als Tochterunternehmen des Reiseveranstalters Sunworld gegründet, der zum britischen Reisekonzern Thomas Cook Holdings gehörte. Vier Jahre später ging das Unternehmen in der Fluggesellschaft Flying Colours auf, nachdem diese von der Thomas Cook Holdings aufgekauft worden war. 
Im Jahr 1999 erwarb die Thomas Cook Holdings die Charterfluggesellschaft Caledonian Airways, die am 26. März 2000 mit der Flying Colours Airlines zur JMC Airlines fusioniert wurde. Im Jahr 2003 übernahm die deutsche C&N Touristic den britischen Reisekonzern Thomas Cook Holdings, wodurch die Thomas Cook AG entstand. Die JMC Airlines wurde am 31. März 2003 zur Thomas Cook Airlines umfirmiert.

## Flugziele
Airworld flog ausschließlich für den Touristikkonzern Thomas Cook zu Zielen rund um das Mittelmeer, nach Portugal sowie zu den Kanarischen Inseln.

## Flotte
- 5 Airbus A320-200
- 2 Airbus A321-200

Airworld war die erste britische Fluggesellschaft, die den Airbus A321 betrieb.